# 粉绿藤
粉绿藤（学名：Pachygone sinica）为防己科粉绿藤属下的一个种。其种加词sinica，意为“中华的”。